# Spetsnoshörning
Spetsnoshörning eller svart noshörning (Diceros bicornis) är ett stort uddatåigt hovdjur som lever på Afrikas savanner. 2011 förklarades tre av spetsnoshörningens underarter som utrotade.

## Utseende
En vuxen spetsnoshörning har en mankhöjd av 1,4 till 1,8 meter och kan bli mellan 3,0 och 3,75 meter lång. Den kan väga mellan 800 och 1 400 kg. Hannarna blir något större än honorna. De två hornen upptill på främre delen av huvudet består av keratin. Hornen sitter efter varandra och det främre är betydligt större, upp till 70 cm. Färgen varierar mycket mellan olika gråaktiga nyanser och beror främst av vilken typ av jord den rullar sig i.  
Namnet spetsnoshörning refererar till att arten har en spetsigt formad mule anpassad för att äta buskar (till skillnad mot trubbnoshörningens platta breda mule som är anpassad för att äta gräs).
Artens synförmåga är inte bra utvecklad men den har utmärkt hörsel och luktsinne.

## Ekologi
Spetsnoshörningen är främst aktiv under skymningen och gryningen medan den under dagens hetaste timmar vilar i skuggan.
Noshörningen är huvudsakligen ensamlevande, men de träffas vid parning och ungarna lever en tid i början tillsammans med mamman.   
Honor kan para sig hela året men de flesta ungar föds under regntiden. Honor föder allmänt vartannat till vart femte år en unge. Ungen föds efter 419 till 478 dagars dräktighet och den väger i början ungefär 40kg. Ungen diar sin mor i cirka två år och den är helt självständig efter 2,5 till 3,5 år. Könsmognaden infaller för honor efter 4 till 6 år och för hanar efter 7 till 9 år. Den äldsta kända individen levde 45 år och 10 månader.

## Etymologi
Trots att arten kallas svart noshörning så är den alltså inte svart utan grå. Det hela bygger på ett språkligt missförstånd som medförde att engelsmännen började kalla trubbnoshörningen för vit noshörning. Eftersom det fanns två noshörningsarter i Sydafrika valde de då att kalla den andra sorten för svart noshörning.

## Hot och status
Spetsnoshörningen jagades fram till mitten av 1990-talet intensivt för hornens skull. Hornen tillskrivs i den traditionella asiatiska medicinen läkande egenskaper och dessutom används de för olika konstföremål. Nu är den officiella jakten förbjuden (undantaget är vissa kvoterade jaktlicenser) men det finns fortfarande tjuvjakt. Populationen minskade mellan 1960 och 1995 till endast 2 400 individer. Fram till 2010-talet ökade hela beståndet till cirka 4 900 individer men det är fortfarande en minskning med mer än 90 procent av populationen från för 70 år sedan (tre generationer). Arten listas därför av IUCN som akut hotad (CR).
Spetsnoshörningen listas sedan 1977 i appendix I av CITES.